# La Malédiction de Beaver Mills
Série Maneater
Le Monstre des marais
(12 octobre 2008) Troglodyte
(30 juin 2008)
Pour plus de détails, voir Fiche technique et Distribution.
La Malédiction de Beaver Mills (Wyvern) est un téléfilm d'horreur américano-canadien réalisé par Steven R. Monroe et diffusé le 31 janvier 2009 sur Sci-Fi Channel. Il s'agit du quinzième film de la collection Maneater series.

## Synopsis
Beaver Mills, une petite bourgade située dans l'Alaska est la cible d'une créature monstrueuse sortie d'hibernation après avoir été réveillée par un camionneur. Les habitants font le maximum pour la détruire avec les moyens qui sont à leur portée. L'animal a aussi pondu des œufs dans la forêt.

## Fiche technique
- Titre : La Malédiction de Beaver Mills
- Titre original : Wyvern
- Réalisation : Steven R. Monroe (en)
- Scénario : Jason Bourque
- Production : Lisa Hansen, Breanne Hartley, Paul Hertzberg, Lindsay Macadam, Shannon McA'Nulty, Kirk Shaw, Peter Von Gal, Oliver De Caigny et Keith Shaw
- Musique : Pinar Toprak
- Photographie : C. Kim Miles
- Montage : Christopher A. Smith
- Distribution : Colleen Bolton et Maureen Webb
- Décors : Renée Read
- Costumes : Shela Bingham
- Effets spéciaux visuels : Ryan Jensen et Kevin Little
- Pays d'origine :  Canada -  États-Unis
- Compagnie de production : Insight Film Studios et CineTel Films (en)
- Compagnie de distribution : RHI Entertainment
- Format : Couleurs - 1.77:1 - Dolby Digital - 35 mm
- Genre : Horreur
- Durée : 90 minutes
- Date de sortie : 31 janvier 2009 (Sci Fi Channel)
- interdit aux moins de 12 ans

## Distribution
- Nick Chinlund : Jake
- Erin Karpluk : Claire
- Barry Corbin : Hass
- Elaine Miles : adjointe Barnes
- Tinsel Korey (en) : Hampton
- Simon Longmore : Farley
- John Shaw : chef Dawson
- Karen Austin : Edna
- David Lewis : docteur David Yates
- Don S. Davis : colonel Travis Sherman

## Commentaires
Il s'agit de la dernière apparition de l'acteur Don S. Davis à l'écran. Il s'éteindra avant que le film soit diffusé à la télévision. L'équipe technique ainsi que le réalisateur lui rendent d'ailleurs hommage dans les crédits de fin.

## DVD
En France, le film est sorti en DVD Keep Case sous le titre Last Dragon le 26 avril 2011 chez Zylo au format 1.77:1 panoramique 16/9 en français, sans bonus et sans sous-titres. (ASIN B004SC6Q36)